# Leverhulme-Medaille (Royal Society)
Die Leverhulme-Medaille (englisch Leverhulme Medal) ist eine von der Royal Society verliehene Auszeichnung für Wissenschaftler, die innerhalb des Commonwealth of Nations wichtige Beiträge im Bereich der Chemie und des Chemieingenieurwesens geleistet haben. Seit 1960, dem 300. Jubiläumsjahr der Gründung der Royal Society, wird sie alle drei Jahre an ein oder zwei Wissenschaftler vergeben. Die Leverhulme-Medaille ist mit einem Preisgeld von 2000 Pfund Sterling dotiert. Sie ist nicht zu verwechseln mit der Leverhulme-Medaille der British Academy.

## Träger der Auszeichnung
In der folgenden Tabelle sind die Träger der seit Anbeginn 1960 verliehenen Auszeichnung vollständig aufgelistet. In der Spalte „Begründung“ sind der englische Originaltext sowie eine deutsche Übersetzung des Begründungstextes vermerkt.
| Jahr | Wissenschaftler          | Begründung |
| ---- | ------------------------ | --- |
| 1960 | Cyril Norman Hinshelwood | “For his outstanding contributions to physical chemistry.” Für herausragende Beiträge zur physikalischen Chemie. |
| 1963 | Archer J. P. Martin      | “For his distinguished and fundamental discoveries in chromatography and its application.” Für herausragende fundamentale Entdeckungen auf dem Gebiet der Chromatografie und deren Anwendung. |
| 1966 | Alec Issigonis           | “For his distinguished contributions to the design of motor cars, particularly the Morris Minor and Austin and Morris Mini.” Für seine herausragenden Beiträge zum Design von Kraftfahrzeugmotoren, insbesondere des Morris Minor, des Austin sowie des Morris Mini. |
| 1969 | Hans Kronberger          | “For his many distinguished contributions to nuclear reactor research and development and for outstanding leadership in all branches of his field.” Für seine vielen ausgezeichneten Beiträge auf dem Gebiet der nuklearen Reaktorforschung und deren Entwicklung sowie für die außerordentliche Führerschaft in allen Zweigen dieses Gebietes. |
| 1972 | John Bertram Adams       | “For his many distinguished work in development of particle accelerators, and plasma physics.” Für seine ausgezeichneten Arbeiten bei der Entwicklung von Teilchenbeschleunigern und auf dem Gebiet der Plasma-Physik. |
| 1975 | Frank Rose               | “For his distinguished contributions to the application of chemical science to industry.” Für seine ausgezeichneten Beiträge in der industriellen Anwendung der Chemiewissenschaften. |
| 1978 | Frederick Edward Warner  | “For his outstanding work as consulting engineer both nationally and internationally in many branches of chemical engineering, particularly control of pollution.” Für seine herausragende Arbeit als national und international beratender Ingenieur in vielen Bereichen der Chemietechnik, insbesondere auch im Umweltschutz. |
| 1981 | Stanley Hooker           | “For his work on superchargers of the Merlin engines, the development of the first Rolls Royce jet engines, then Bristol engines including that for the jump jet and, later, the final development of the Rolls Royce RB211 engine.” Für seine Arbeit am Turbolader der Merlin Maschinen, die Entwicklung der ersten Rolls-Royce-Jet-Motoren und später der Bristol Motoren einschließlich des jump jet, sowie später die abschließende Entwicklung des Rolls-Royce-RB211-Motors. |
| 1984 | John Frank Davidson      | “For his distinguished contributions to chemical engineering, in particular the use of fluidised beds.” Für herausragende Arbeit auf dem Gebiet der Chemietechnik, insbesondere der Anwendung des Wirbelschichtverfahrens. |
| 1987 | George William Gray      | “For his many contributions to the technologically important field of liquid crystals.” Für seine unzähligen Beiträge zu dem technologisch bedeutsamen Arbeitsgebiet der Flüssigkristalle. |
| 1990 | Ray Freeman              | “For introducing new techniques in high resolution nuclear magnetic resonance spectroscopy, particularly the development of two-dimensional Fourier transform methods.” Für die Einführung neuer Verfahren in der hochauflösenden nuklearen Magnetresonanzspektroskopie, und besonders für die Entwicklung zweidimensionaler Methoden der Fouriertransformation. |
| 1993 | John Rowlinson           | “Distinguished for his contributions to thermodynamics, in particular to an understanding of the physical chemistry of gas-liquid interfaces and surfaces.” Ausgezeichnet für seine Beiträge zur Thermodynamik, insbesondere zum Verständnis der physikalischen Chemie von Gas-Flüssigkeits-Kontakten und -Oberflächen. |
| 1996 | Man Mohan Sharma         | “For his work on the dynamics of multi-phase chemical reactions in industrial processes.” Für seine Arbeit über die Dynamik von chemischen Multiphasen-Reaktionen in industriellen Prozessen. |
| 1999 | Jack Baldwin             | “In recognition of his distinguished contributions to the field of organic chemistry including his work on natural products synthesis and biosynthesis, particularly for his research in the b-lactam antibiotic field, initially contributing to biosynthetic problems which paved the way to the study of the enzymology of the process and eventually culminating in the determination of the crystal structure of isopenicillin N synthase.” In Anerkennung seiner herausragenden Beiträge zu dem Gebiet der organischen Chemie einschließlich seiner Arbeit über die Synthese und Biosynthese natürlicher Produkte, insbesondere für seine Forschung im Bereich der b-Laktam Antibiotika, womit er maßgeblich beitrug zu biosynthetischen Problemen beim Studium der Enzymologie des Prozesses gipfelnd in der Ableitung der Kristallstruktur der Isopenicillin N Synthase. |
| 2002 | Nicholas C. Handy        | “For his pioneering contributions to the development of the modern methodology of quantum chemistry, which has had an enormous impact on chemistry and molecular biology.” Für sein Pionierleistungen bei der Entwicklung moderner Methodologien der Quantenchemie, welche einen enormen Einfluss hatte auf die Chemie und auf die Molekularbiologie. |
| 2005 | John Knott               | “For his distinguished contributions to the quantitative scientific understanding of fracture processes in metals and alloys and its engineering applications.” Für seine herausragenden Beiträge zum quantitativen wissenschaftlichen Verständnis von Bruchprozessen in Metallen und ihren Legierungen sowie deren technische Anwendung. |
| 2008 | Anthony Cheetham         | “For the discovery and characterisation of novel materials exhibiting potential for catalysis and storage.” Für die Entdeckung und Charakterisierung neuer Materialien, die ein Potential für Katalyse und Speicherung enthalten. |
| 2010 | Martyn Poliakoff         | “For his outstanding contributions in the fields of Green Chemistry and supercritical fluids by the application of chemistry to advance chemical engineering processes.”Für seine herausragenden Beiträge in den Bereichen der Nachhaltigen Chemie und überkritischen Flüssigkeiten durch die Anwendung der Chemie zur Weiterentwicklung chemischer Verfahren. |
| 2013 | Konstantin Novoselov     | “For revolutionary work on graphene, other two‐dimensional crystals and their heterostructures that has great potential for a number of applications, from electronics to energy.”Für revolutionäre Arbeiten an Graphen, anderen zweidimensionalen Kristallen und ihren Heterostrukturen mit großem Potenzial für eine Reihe von Anwendungen, von der Elektronik bis zur Energie. |
| 2016 | Anne Neville             | “For revealing diverse physical and chemical processes at interacting interfaces, emphasising significant synergy between tribology and corrosion.”Zur Aufdeckung diverser physikalischer und chemischer Prozesse an interagierenden Grenzflächen, wobei die signifikante Synergie zwischen Tribologie und Korrosion hervorgehoben wird. |
| 2019 | Frank Caruso             | “For driving the application of engineered particles in biology and medicine through nanoscale materials engineering.”Für das Vorantreiben der Anwendung technisch hergestellter Partikel in Biologie und Medizin durch nanoskalige Materialtechnik. |
| 2022 | Charlotte Williams       | “For her pioneering work developing and understanding high performance carbon dioxide utilization catalysts and implementable processes.” |